# Timo Smeehuijzenbrug
Timo Smeehuijzenbrug (brug 407) is een vaste brug in Amsterdam-Zuid.

## Ligging
De brug vormt de verbinding tussen de Joh. M. Coenenstraat en de Beethovenstraat. Ze overspant het Noorder Amstelkanaal ter hoogte van de Reijnier Vinkeleskade. Ze zorgt daarmee voor de verbinding tussen het Museumkwartier (ten noorden van het kanaal) en Apollobuurt (ten zuiden van het kanaal).

## Geschiedenis
De brug werd hier in 1925 aangelegd in verband met de stadsuitbreiding van Amsterdam. In februari van dat jaar nam "Burgemeesters en Wethouders" het voorstel aan tot plaatsing van de brug die mede noodzakelijk werd door de oplevering van het Fons Vitae Lyceum, toen nog hogereburgerschool in 1924. Om leerlingen/leraren niet te laten omrijden werd nog even gedacht aan een pontje, dan wel voetgangersbrug in plaats van het dan nog aanwezig dammetje. Het werd een pontje, een dergelijke verbinding was namelijk ook nodig omdat er aan de overkant een strandje was aangelegd/ontstaan. In juli 1925 volgde de aanbesteding voor de bouw met circa 110 m³ graniet en 148 ton ijzer. In juli 1926 konden de voetgangers gebruik maken van de brug en verdween het pontje weer. Vanaf oktober 1929 werd het openbaar hier verzorgd door tramlijn 24. Sinds 1978 rijdt ook tramlijn 5 over de brug.
Piet Kramer, die namens de Dienst der Publieke Werken het ontwerp voor veel bruggen in Amsterdam maakte, is ook hier de esthetisch architect. Hij liet een brug bouwen in de Amsterdamse Schoolstijl, met de voor hem gebruikelijke elementen als afwisseling bak-/natuursteen, siersmeedijzeren balustrades. Brughuisjes ontbreken hier, maar er is wel een aantal sculpturen (twee zeehonden en twee slangen) van Hildo Krop op de brugpijlers geplaatst. Kramer leverde zelf de ontwerpen van de dekstenen op de borstweringen. Ook zijn er datumstenen (Anno 1925) in de stijl van de Amsterdamse School. Het geheel wordt gedragen door een houten paalfundering; de overspanning is van stalen liggers. De brug kent drie doorvaarten, de middelste is circa 12 meter breed, de twee doorvaarten aan de zijkanten elk circa 5 meter.

## Naam
De brug ging vanaf de aanleg naamloos door het leven onder brugnummer 407. In de loop der jaren kreeg het de officieuze benaming Componistenbrug (ten zuiden van het kanaal is een aantal straten naar componisten vernoemd). Op 4 februari 2009 werd de brug officieel Timo Smeehuijzenbrug gedoopt, een vernoeming naar de in juni 2007 in Uruzgan (Afghanistan) gesneuvelde Nederlandse ISAF-militair Timo Smeehuijzen, soldaat der eerste klasse van het 42e bataljon Limburgse jagers. Bij deze doop werd benadrukt dat deze brug moet worden gezien als symbool voor alle Nederlandse militairen die tijdens vredesmissies zijn gesneuveld. De Amsterdamse brug ligt tegenover Fons Vitae Lyceum, de middelbare school waar de militair zijn schoolgaande jeugd doorbracht. "Timo stapte op de brug altijd uit de tram om naar school te gaan", vertelde zijn vader Ruud Smeehuijzen bij de plechtigheid waarbij de naamswijziging inging. Laura, de zus van Timo onthulde de naam. Zijn moeder Karin van Dam droeg bij deze gelegenheid een gedicht voor. Op de beide brugleuningen is de nieuwe naam van de brug aangebracht, in het traditionele lettertype van de Amsterdamse School.

## Afbeeldingen

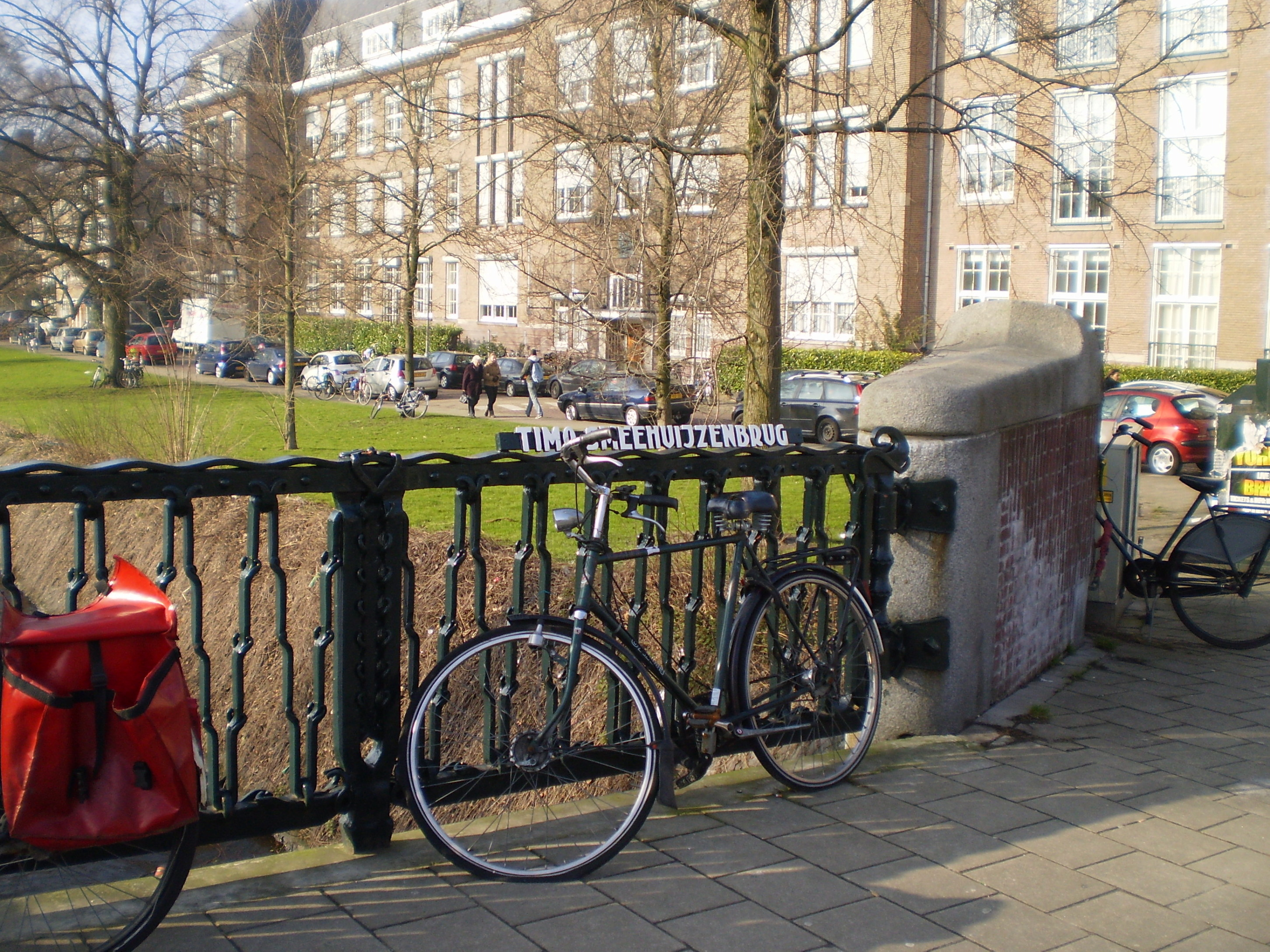
Detail van de balustrade met op het landhoofd een liggend beeldhouwwerk van Kramer (maart 2011)
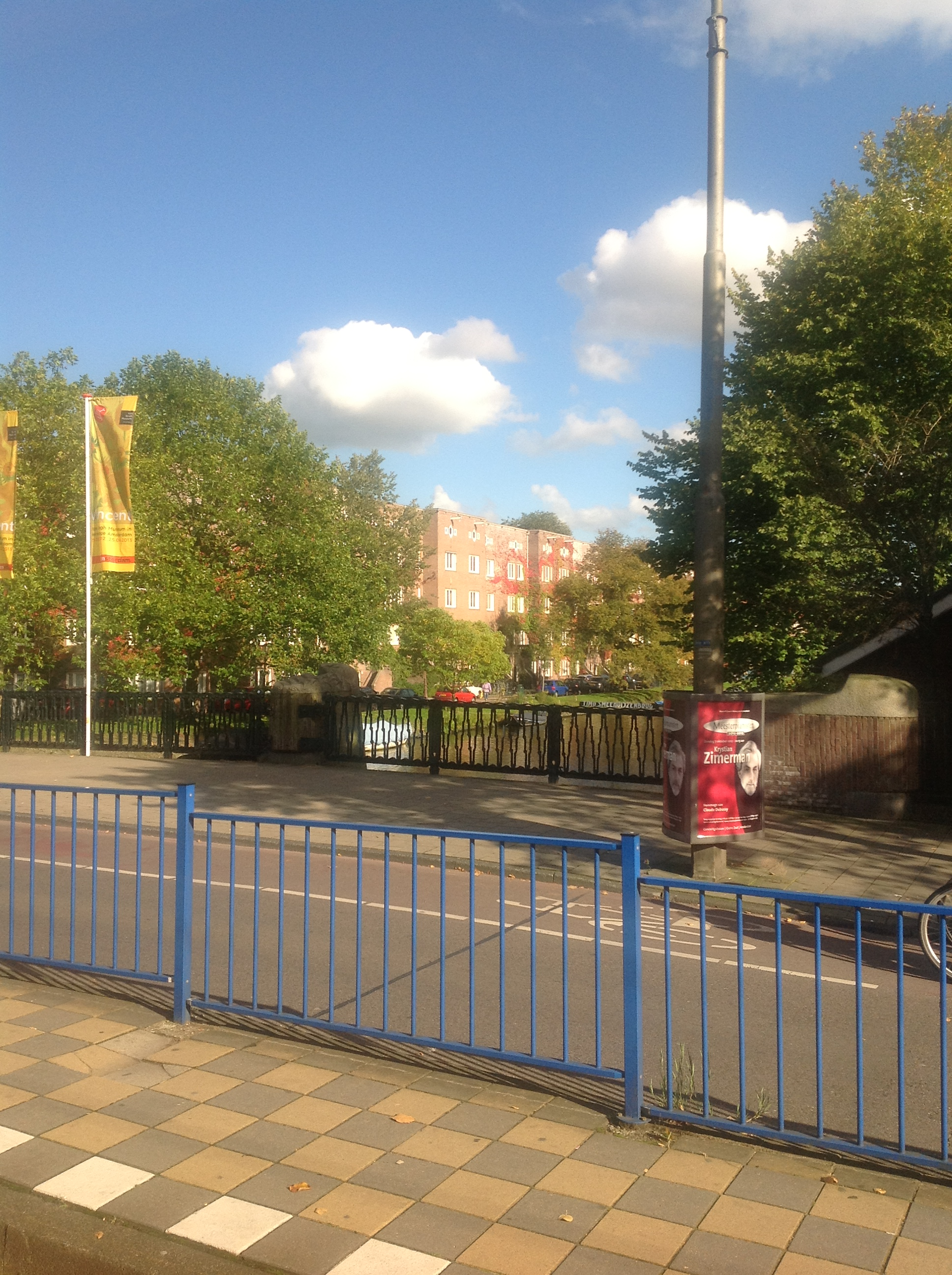
Brug met tramhalte en Reijnier Vinkeleskade op de achtergrond (oktober 2012)
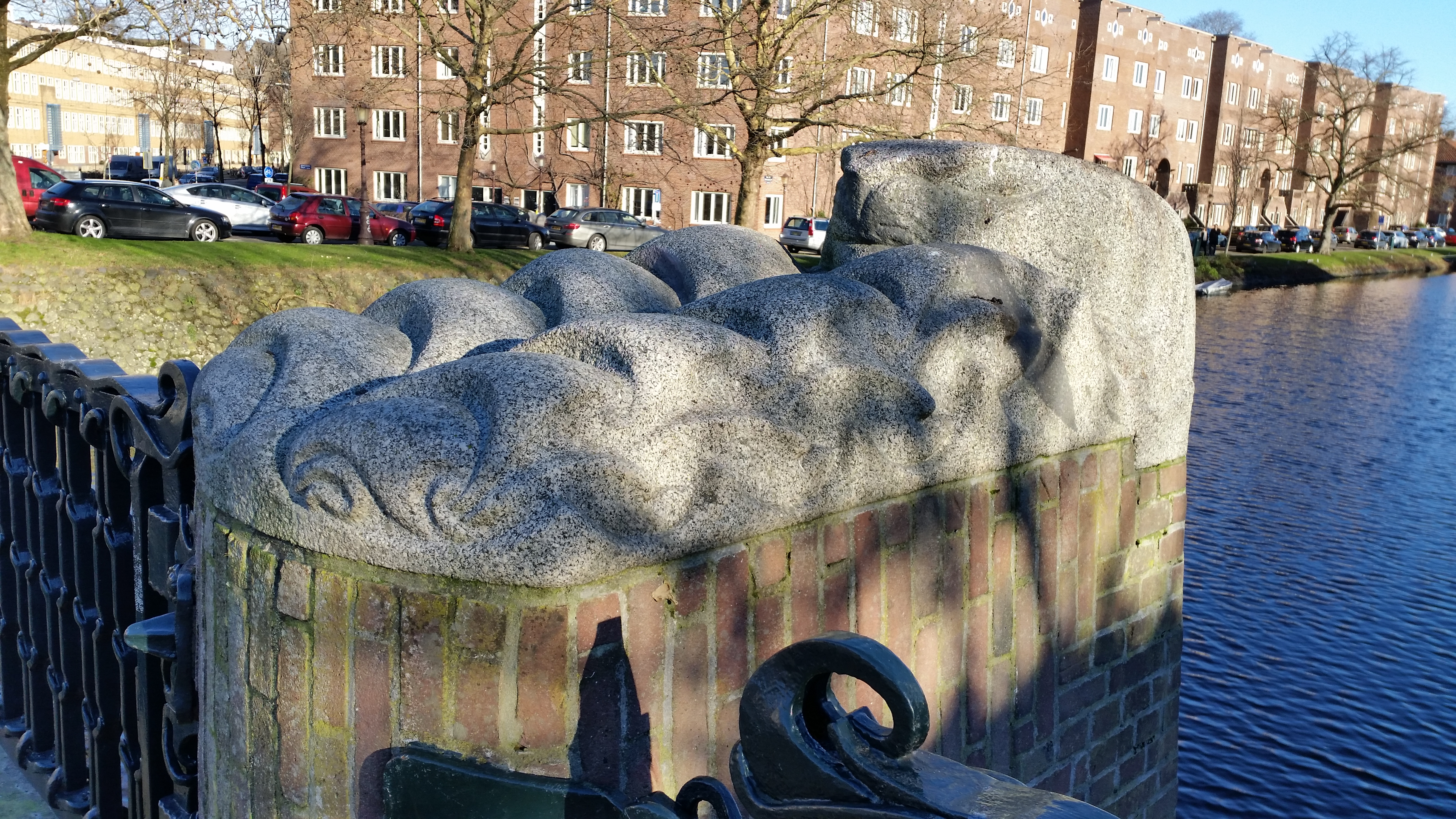
Een van de beelden van Hildo Krop (januari 2019)
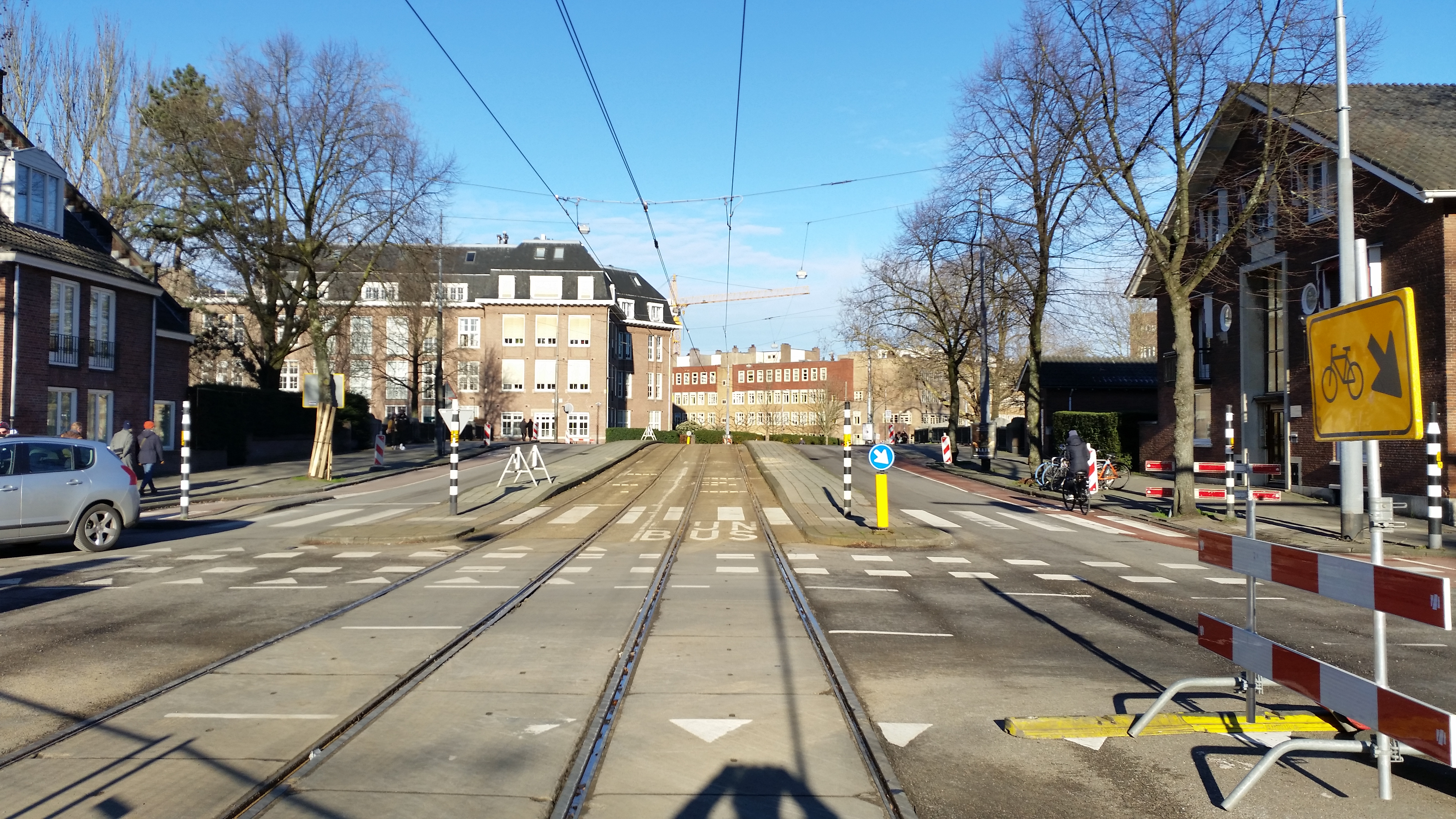
Zicht op brug 407 vanaf de Apollolaan (januari 2019)